# Erwin Zachmeier
Erwin Zachmeier (* 14. Dezember 1928 in Nürnberg; † 19. Februar 1991 in Stein (Mittelfranken)) war ein fränkischer Musiker, Volkslied-Sammler, Volkslied- und Volkstanz-Vermittler.

## Leben
Zachmeier wurde 1928 als zweiter Sohn seiner Eltern Stefan und Apollonia (geb. Häusler) im Nürnberger Stadtteil St. Leonhard geboren. Er lernte den Beruf des Bankbeamten. 1958 heiratete er Renate Steiner aus Nürnberg, mit der er die drei Töchter Gisela, Stefanie und Franziska hatte. Bis 1978 übte er seinen erlernten Beruf als Prokurist aus, dann machte er sein bisheriges Hobby zum Beruf und übernahm die Stelle als Volksmusikpfleger für Franken beim Bayerischen Landesverein für Heimatpflege e.V. Dienststelle war das eigene Reihenhaus in Stein, in das die Familie 1972 zog. Dort verstarb Zachmeier 1991 nach einem schweren Krebsleiden.

## Musikalisches Wirken
Bei den von KdF angebotenen Harmonika-Kursen erlernte Zachmeier als Kind das sogenannte Club-Modell. Ein örtlicher Wirtshausmusikant, Georg Vollrath vulgo Vollraths-Schorsch brachte ihm die Kenntnisse eines Unterhaltungsmusikanten bei. Nach dem Zweiten Weltkrieg wandte Zachmeier sich kurzzeitig dem Swing zu und bemühte sich um die entsprechenden Kenntnisse auf der Posaune, kam jedoch bald wieder davon ab.
Schon seit langem war die Familie im örtlichen Trachtenverein aktiv, der damals die Miesbacher Tracht pflegte. Dort kam Zachmeier mit bayerischer Volksmusik und Volkstheater in Kontakt. 1959 entstanden aus den Musikanten mehrerer Nürnberger Vereine die Loonharder Musikanten, die zuerst versuchten, Stücke von Tobi Reisers Stubenmusik nachzuspielen. Im Kontakt mit dem oberbayerischen Volksmusikpfleger Wastl Fanderl und dem damaligen Leiter der Musikabteilung im BR-Studio Nürnberg Josef Ulsamer machte die Gruppe um Zachmeier jedoch bald die einheimische fränkische Musik. Die Bemühungen um den Volkstanz durch Georg von Kaufmann regten Zachmeier an, auch in Franken Volkstanz zu lehren und mit den Loonharder Musikanten zu Tanzabenden aufzuspielen. Im Kontakt mit anderen Musik- und Gesangsgruppen gründete Zachmeier 1977 die Arbeitsgemeinschaft fränkische Volksmusik Bezirk Mittelfranken, e.V., der bald entsprechende Vereine für die anderen fränkischen Bezirke folgten. Kurt Becher, Geschäftsführer beim Bayerischen Landesverein für Heimatpflege e.V., überzeugte ihn schließlich davon die Leitung der „Beratungsstelle für fränkische Volksmusik“ zu übernehmen, in deren Namen er fortan und bis zu seinem Tod unzählige Singabende, Volkstanzkurse und Seminare durchführte. Notenausgaben, Liederhefte und -bücher mit zum Teil selbst gesammelten Volksliedern folgten. An vielen Gruppengründungen in den 1970er und 1980er Jahren war Zachmeier mittelbar oder unmittelbar beteiligt.

## Auszeichnungen
Zachmeier wurde postum im Jahre 1991 mit der Ehrenmedaille des Bezirks Mittelfranken geehrt.